# Liste der finnischen Botschafter in Afghanistan
Der Finnische Botschafter in Kabul vertritt die Regierung Finnlands bei der Regierung von Afghanistan.
Die finnische Regierung eröffnete im Herbst 2002 ein Afghanistan-Verbindungsbüro in Helsinki,
das bis 2005 von Tarja Laitiainen geleitet wurde. Zeitgleich leitete Timo Oula ein Verbindungsbüro in Kabul, das ab 1. Januar 2006 zur Botschaft aufgewertet wurde. Dort war Timo Oula Geschäftsträger, der zum 1. Januar 2009 zum Botschafter befördert wurde und am 1. September 2010 von Pauli Järvenpää in dieser Funktion abgelöst wurde.

## Botschafter
| Ernennung Akkreditierung | Name            | Bemerkungen | ernannt von | Akkreditiert bei | Posten verlassen |
| ------------------------ | --------------- | ----------- | ----------- | ---------------- | ---------------- |
| 1. Jan. 2009             | Timo Oula       |             |             |                  | 1. Sep. 2010     |
| 1. Sep. 2010             | Pauli Järvenpää |             |             |                  |                  |